# أفراح (اسم)
أَفْرَاح هو اسم علم مؤنث من أصل عربي، جاء الاسم على صيغة الجمع (المفرد: فرح)، ومعناه هو السرور.